# Henryk Bem (chemik)
Henryk Bem (ur. 1940 w Łodzi) – polski chemik, profesor Politechniki Łódzkiej.
W 1962 roku ukończył studia na Wydziale Chemicznym Politechniki Łódzkiej, gdzie w 1970 roku uzyskał stopień doktora nauk chemicznych. Od tego czasu do 1987 roku pracował w Katedrze Chemii Fizycznej, a po reorganizacji w Międzyresortowym Instytucie Techniki Radiacyjnej PŁ. W latach 1979–1984 przebywał na stażu, a następnie pracował jako research associate w Uniwersytecie Dalhousie w Kanadzie. W 1987 roku uzyskał stopień doktora habilitowanego. W latach 1989–1995 przebywał jako konsultant ds. ochrony radiologicznej w Ministerstwie Zdrowia w Kuwejcie. W roku 1997 objął stanowisko profesora nadzwyczajnego w Międzyresortowym Instytucie Techniki Radiacyjnej PŁ, a w 2003 uzyskał tytuł profesora nauk chemicznych.
Jego zainteresowania naukowe skupiły się na opracowaniu nowych metodyk oznaczania radionuklidów w próbkach środowiskowych oraz wpływu działalności technicznej na poziom naturalnej radioaktywności i związanego z tym ewentualnego dodatkowego narażenia radiologicznego ludności.
Jest autorem ponad 80 artykułów naukowych i trzech monografii. Wypromował 5 doktorów. Od 1999 do 2005 roku pełnił funkcję prodziekana ds. nauki na Wydziale Chemicznym PŁ, a w latach 2005–2008 był dziekanem tego Wydziału.
Dwukrotnie żonaty, jego młodszym synem jest Kazimierz Bem, pastor ewangelicko-reformowany.